# Liste des cardinaux créés par Martin IV
Au cours de son pontificat de 1281 à 1285, le pape Martin IV a créé 7 cardinaux dans un unique consistoire.

## Créés le 12 avril 1281
- Bernard de Languissel, archevêque d'Arles (cardinal-évêque de Porto-Santa Rufina)
- Hugh of Evesham, physicien du Pape (cardinal-prêtre de S. Lorenzo in Lucina)
- Jean Cholet (cardinal-prêtre de S. Cecilia)
- Gervais Jeancolet de Clinchamp, archidiacre du chapitre de Paris (cardinal-prêtre de SS. Silvestro e Martino)
- Conte Casate, archidiacre de Milan (cardinal-prêtre de SS. Marcellino e Pietro)
- Gedefroy de Bar  doyen du chapitre de Paris (cardinal-prêtre de S. Susanna)
- Benedetto Caetani seniore, protonotaire apostolique (cardinal-diacre de S. Nicola in Carcere, puis cardinal-prêtre de SS. Silvestro e Martino), élu pape Boniface VIII

## Source
- Mirandas sur fiu.edu